# Duo Duo
Duo Duo ou Duoduo (em chinês:  多多) (Pequim, China, 1951) é o pseudônimo do poeta contemporâneo chinês, Li Shizheng (em chinês:  栗世征), um dos principais exponentes da corrente "nebulosa" ou "escura" da poesia chinesa moderna (朦胧诗). Duo Duo foi premiado com o Prêmio Literário Internacional Neustadt em 2010.

## Vida
Durante a Revolução Cultural, Duo Duo foi enviado para uma escola no campo de Baiyangdian (白洋淀), onde começou a ler e escrever poesia. Os seus primeiros poemas eram curtos e referiam poetas ocidentais como Charles Baudelaire, Marina Tsvetaeva e Sylvia Plath. Apesar deste amor da literatura ocidental, a prosódia chinesa clássica permaneceu profundamente enraizada na poesia de Duo Duo. Seu trabalho representa assim essa tensão entre as culturas. Ao longo de seu trabalho, Duo Duo se separou conscientemente da influência da tradição ocidental para criar um estilo e abordagem própria.
Na década de 1980, seu estilo sofreu uma mudança e seus poemas ficaram mais longos e mais filosóficos. Em contraste com o estilo baseado em imagem de Bei Dao, Duo Duo tende a utilizar mais o som  e a retórica com linhas mais longas e fluidas. Duo Duo testemunhou os protestos da  praça Tian'anmen de 1989 e depois foi morar por muitos anos no Reino Unido, Canadá e Países Baixos. Sua distância da China incitou a segunda mudança em sua poesia: ele começou a escrever sobre o exílio e desarraigamento.
Crossing the Sea, 1998 mostra o desenvolvimento de seu trabalho desde os primeiros dias da Revolução Cultural até os acontecimentos de junho de 1989 que levaram ao seu exílio.
Duo Duo retornou à China em 2004 e a comunidade literária o recebeu com honra e louvore. Posterormente, começou a ensinar na Universidade de Hainan na ilha tropical de Hainan, onde contínua atualmente.

## Obra

### Poemas
- Night, 1973.[11]
- Sad Marina, 1973.[11]
- Dusk, 1974.[11]
- Living Together (同居), 1976.[12]
- Night, 1977.[11]
- Art Exhibition, 1979.[11]
- At Dawn's Gunpoint Lingering Smoke Rises (黎明的枪口余烟袅袅), 1983.[12]
- Moving (搬家), 1986.
- Morning(早晨), 1991.
- Still (依旧是), 1993.
- Stupid Daughter (笨女儿),  1996.
- River of Amsterdam (阿姆斯特丹的河流), 1996.
- Promise (诺言), 2008.[12]

### Traduções
Duo Duo escreve em chinês, mas vários de seus poemas foram traduzidos para o inglês. O autor e acadêmico Gregory Lee traduziu muitos dos poemas de Duo Duo para o inglês e escreveu sobre o trabalho do poeta. Suas coleções incluem Looking Out from Death: From the Cultural Revolution to Tiananmen Square (Olhando para trás da morte: da Revolução Cultural para a Praça da Tiananmen) e The Boy Who Catches Wasps, 2002. Mais recentemente escreveu sobre ele em seu livro China's Lost Decade (A década perdida da China).
Snow Plain, publicado em 2010, é uma coleção de histórias curtas. Em 2016 foi publicada em Valparaíso, México a antologia Promesas. Poesia escogida, com tradução de Ming Di.

### Prêmios
Em 2009, um jurí representando nove países selecionou Duo Duo como vencedor do  Prêmio Literário Internacional Neustadt 2010, tornando-o o primeiro autor chinês a ganhar o prêmio. Duo Duo foi distinguido com o Prêmio Poesia Novo Siglo de Oro em 2016 no âmbito do Festival Di Verso, onde, o júri formado pelos poetas Ming Di (China), Raquel Lanseros (Espanha) e Carlos Ramírez Vuelvas (México), optou pela sua poesia.